# Macrolobium multijugum
Macrolobium multijugum är en ärtväxtart som först beskrevs av Dc., och fick sitt nu gällande namn av George Bentham. Macrolobium multijugum ingår i släktet Macrolobium och familjen ärtväxter.

## Underarter
Arten delas in i följande underarter:
- M. m. multijugum
- M. m. sinuatum